# Shire of Tammin
Shire of Tammin is een lokaal bestuursgebied (LGA) in de regio Wheatbelt in West-Australië.

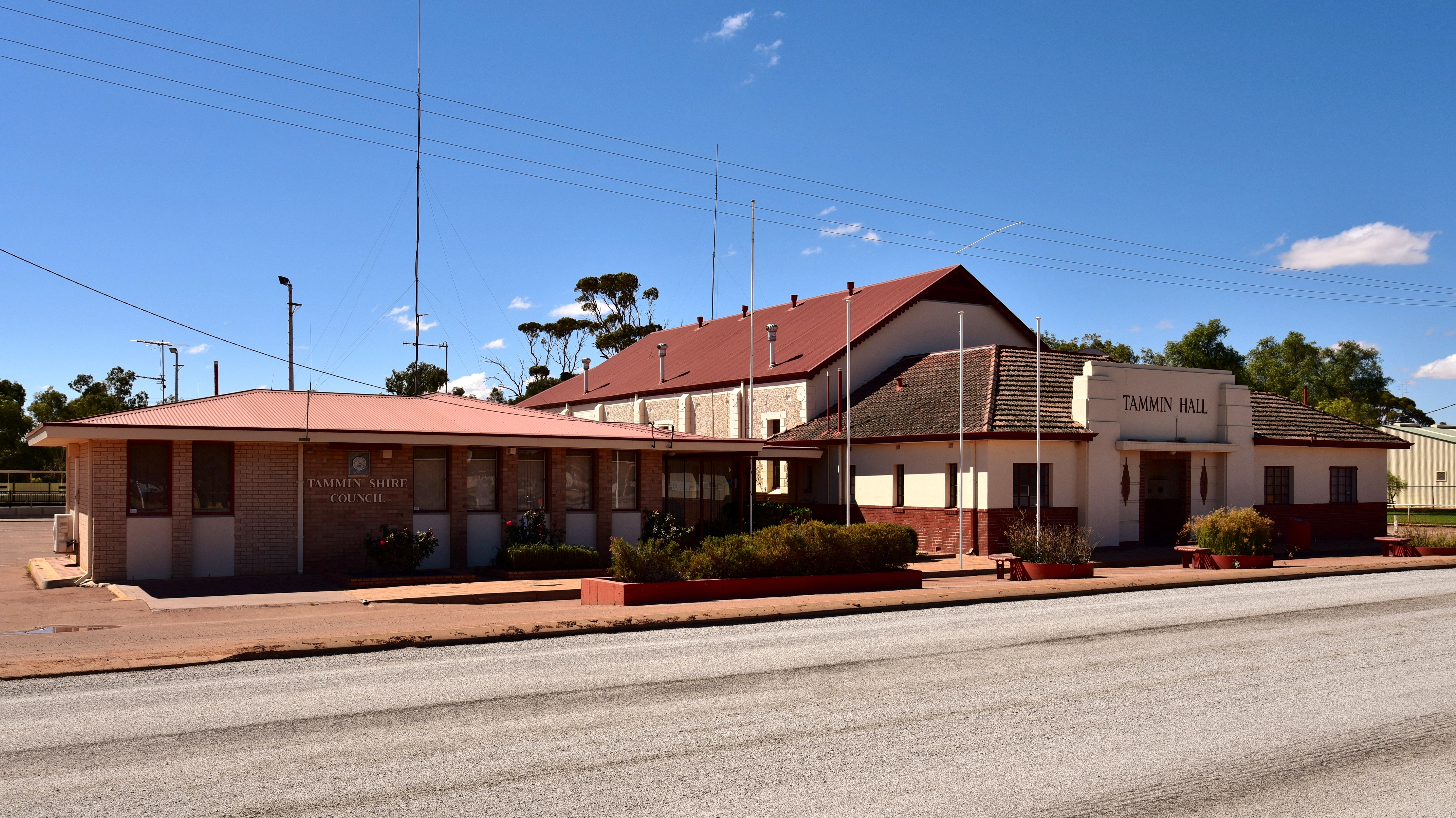
districtskantoren

## Geschiedenis
Oorspronkelijk maakte het district deel uit van het Meckering Road District (Shire of Cunderdin). Op 12 juni 1948 werd het Tammin Road District opgericht. Ten gevolge van de Local Government Act van 1960 veranderde het district op 23 juni 1961 van naam en werd de Shire of Tammin.

## Beschrijving
Shire of Tammin is een ongeveer 1.100 km² groot landbouwdistrict in de regio Wheatbelt in West-Australië. Het ligt 180 km ten oosten van de West-Australische hoofdstad Perth. Het district heeft een basisschool, gemeenschapszaal en enkele sportfaciliteiten. Shire of Tammin telt ongeveer 130 km verharde weginfrastructuur en 370 km onverharde weginfrastructuur.
In 2021 telde Shire of Tammin 386 inwoners. 7,5 % van de bevolking is van inheemse afkomst. De hoofdplaats is Tammin.

## Plaatsen, dorpen en lokaliteiten
- Tammin
- Bungulla
- Wyola
- Yorkrakine

## Bevolkingsevolutie
| Jaar | Bevolkingsaantal |
| ---- | ---------------- |
| 1954 | 895              |
| 1966 | 828              |
| 1971 | 777              |
| 1976 | 631              |
| 1981 | 555              |
| 1986 | 543              |
| 1991 | 489              |
| 2001 | 423              |
| 2006 | 391              |
| 2011 | 404              |
| 2016 | 402              |
| 2021 | 386              |